# Rue d'Enghien (Paris)
Pour les articles homonymes, voir Rue d'Enghien.
La rue d’Enghien est une voie du 10e arrondissement de Paris, en France.

## Situation et accès
La rue d’Enghien est une voie publique située dans le 10e arrondissement de Paris. Elle débute au 45, rue du Faubourg-Saint-Denis, approximativement au bout des passages Brady et de l'Industrie, et se termine au 20, rue du Faubourg-Poissonnière, après avoir croisé la cour des Petites-Écuries et la rue d'Hauteville.
La rue d'Enghien est desservie par :
- la station Strasbourg - Saint-Denis des lignes 4, 8 et 9 ;
- la station Château d'Eau de la ligne 4 ;
- la station Bonne-Nouvelle des lignes 8 et 9.

## Origine du nom

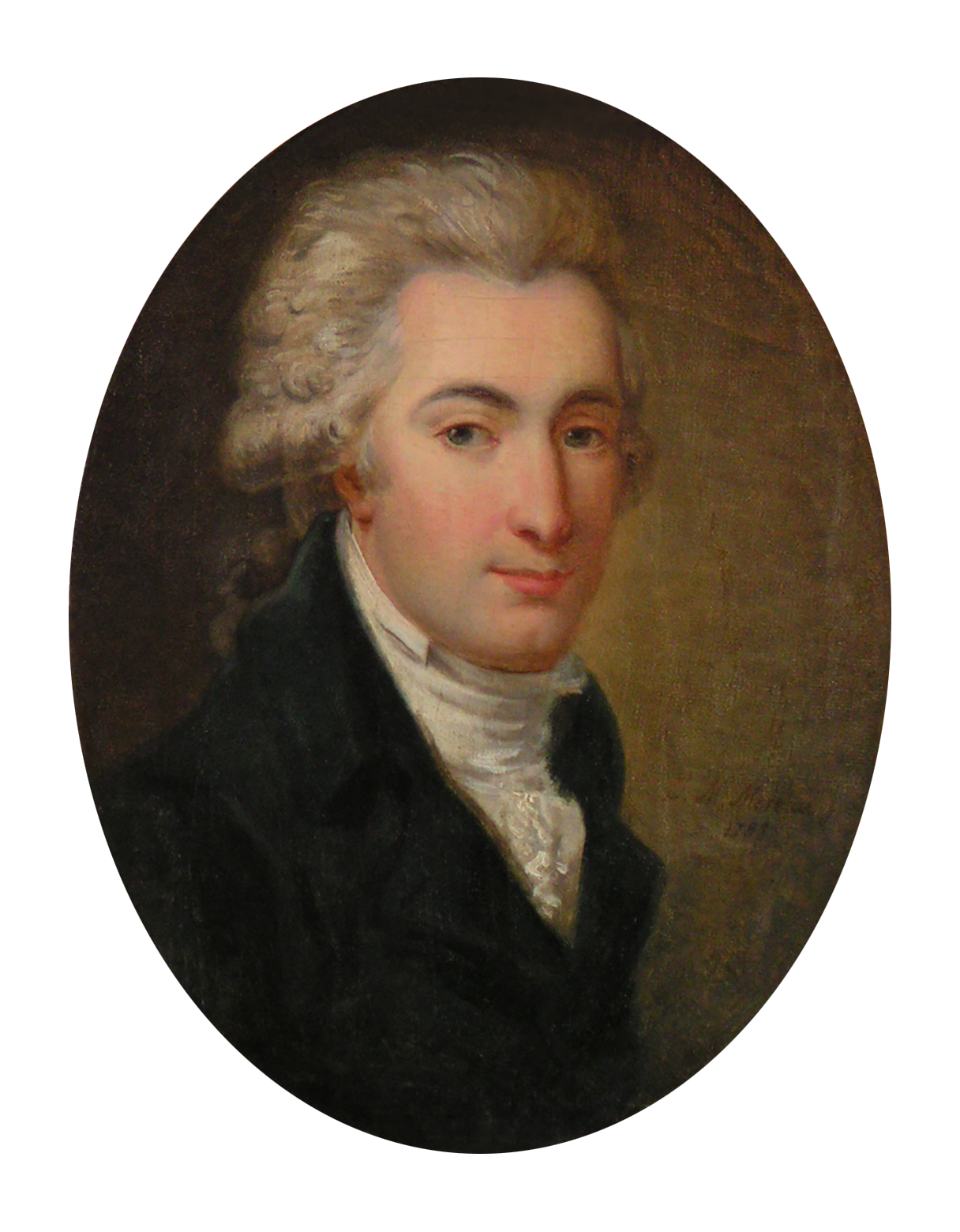
Louis-Antoine de Bourbon-condé.

La rue rend hommage à Louis Antoine de Bourbon-Condé, duc d'Enghien. 

## Historique
Autorisée et dénommée « rue d’Enghien » par lettres patentes du 8 août 1783, cette rue n'était pas encore ouverte en 1791. Elle le fut en 1792 sous le nom de « rue Mably », en mémoire de Gabriel Bonnot de Mably (1709-1785), philosophe et ancien chanoine de l'église abbatiale de l'Île Barbe.
En vertu d'un arrêté préfectoral du 27 avril 1814, elle reprit la dénomination de « rue d'Enghien ».

## Bâtiments remarquables et lieux de mémoire
Dans cette rue au XIXe siècle, Adolphe Goupil et ses associés ouvrirent un magasin d'édition d'art et vente d'estampes.
- No 11 : ancienne boutique des parfums Delettrez, transférée ensuite aux nos 15-17 (1853-1890).
- No 12 : siège social de la Société des Voiliers Français dit aussi Société des Voiliers Parisiens à cause de son adresse parisienne de monsieur Léon Isidore Molinos (1828-1914)[2]
- No 13 : siège de Greenpeace France.
- No 16 : centre culturel kurde Ahmet-Kaya.

- Nos 18 et 20 : ancien siège du Petit Parisien et de ses suppléments de 1878 à 1944, notamment l'hebdomadaire Le Miroir[3]. L'immeuble est ensuite le siège de la revue communiste Regards, entre 1946 et 1947[4]. L'immeuble actuel date de la reconstruction en 1914  de l'ensemble par le Petit Parisien. C'est le quartier général de Nicolas Sarkozy lors de l’élection présidentielle de 2007[5].
- No 24 : immeuble de style néo-Renaissance construit avant 1850[6].
- No 26 : immeuble de style Louis-Philippe construit en 1850 par l’architecte Rivière[7].

### En littérature
Honoré de Balzac met en scène les messageries de cette rue dans Un début dans la vie : « Cet hôtel, situé précisément à l’angle de la rue d’Enghien, existe encore, et se nomme le Lion d’argent. Le propriétaire de cet établissement destiné, depuis un temps immémorial, à loger des messagers, exploitait lui-même une entreprise de voitures pour Dammartin si solidement établie que les Touchard, ses voisins, dont les Petites-Messageries sont en face, ne songeaient point à lancer de voiture sur cette ligne. »